# Jaroslav Štork
Jaroslav Štork (* 3. April 1909 in Valy nad Labem, Okres Pardubice; † 12. November 1980 in Brünn) war ein tschechoslowakischer Geher.
Im 50-km-Gehen wurde er bei den Olympischen Spielen 1936 in Berlin Vierter mit seiner persönlichen Bestzeit von 4:34:01 h. Bei den Leichtathletik-Europameisterschaften 1938 in Paris erreichte er nicht das Ziel.